# AD Associate Designers

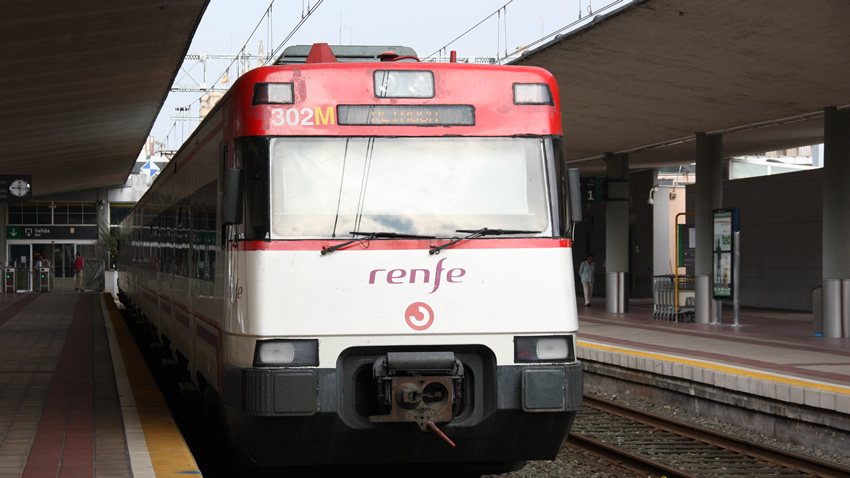
Tren de Rodalies RENFE amb interiorisme i imatge exterior dissenyades per AD

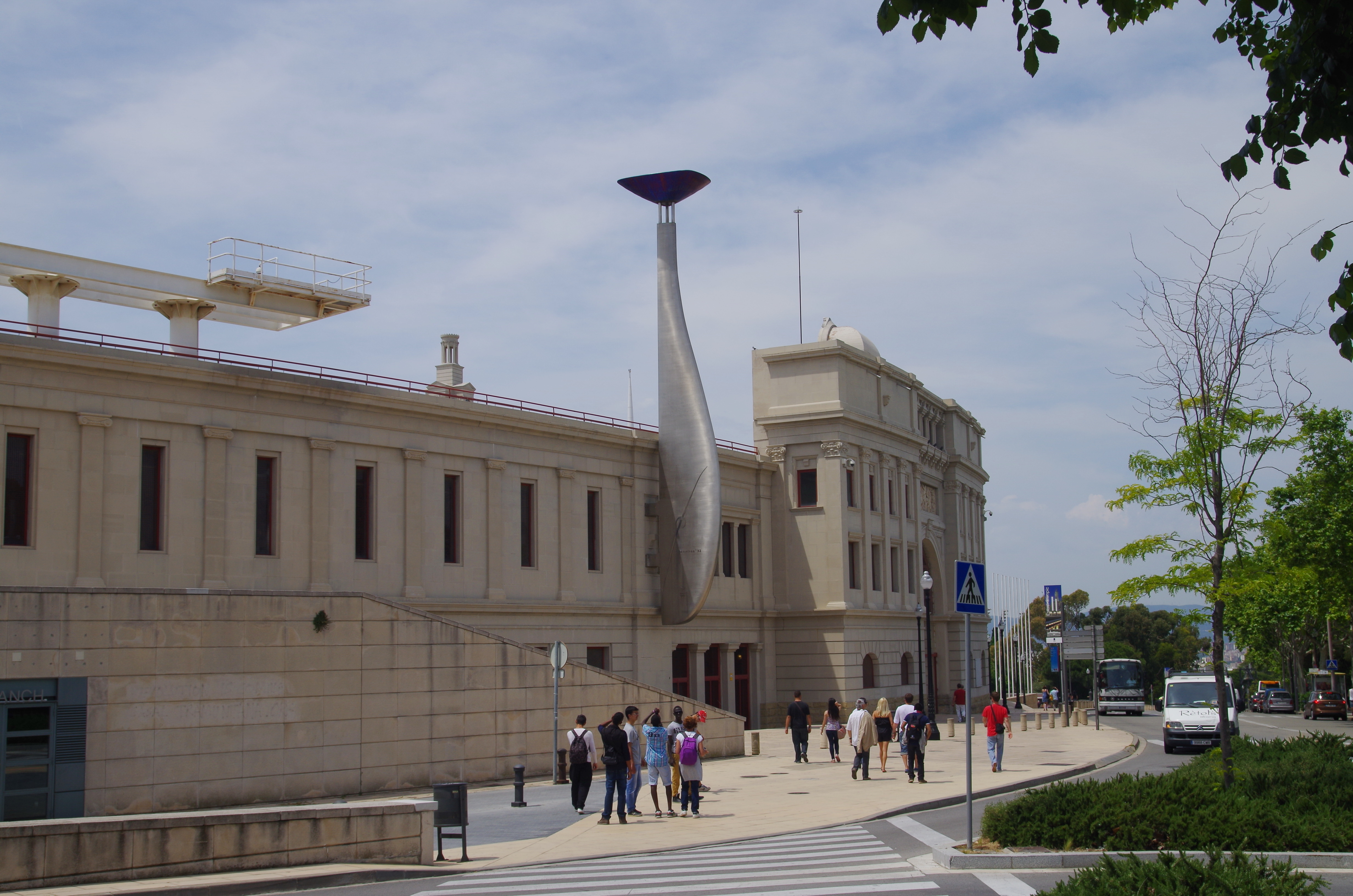
Peveter de l'Estadi Olímpic, dissenyat per AD el 1992.

AD (Associate Designers) fou una empresa de disseny industrial de Barcelona, activa entre 1983 i 1995. Va ser fundada pel dissenyador industrial Ramón Bigas Balcells i el físic Pep Sant.Integrada per un equip pluridisciplinari, considerava el disseny com una activitat compenetrada amb la comunicació i la tecnologia que donen racionalitat i valor afegit als productes. AD va ser creada per a la realització de projectes en l’àmbit dels béns d'equipament, el transport, l'interiorisme, productes de gran consum i imatge corporativa.
Van realitzar el disseny de l'estètica corporativa de locomotores i interiorisme de trens, com les unitats elèctriques de rodalies per a RENFE (1988-89), i elements d'ús quotidià com el llum de taula Bravo (1990). Van dissenyar el pebeter olímpic, dels Jocs de Barcelona de 1992. L'empresa va obrir oficines a Madrid, Nova York i Mèxic DF.
Els seus productes han rebut nombrosos premis tant nacionals com internacionals i es van fabricar a Espanya, Estats Units, Itàlia, Hong Kong, entre d'altres.